# Junta de Defensa de Madrid
La Junta de Defensa de Madrid fue un organismo creado el 6 de noviembre de 1936 por el gobierno de la República presidido por el socialista Francisco Largo Caballero. Estuvo encargado de la defensa «a toda costa» de la ciudad de Madrid ante la posibilidad de que esta cayera en manos franquistas durante la Guerra Civil. Su constitución y presidencia le fueron conferidas al general Miaja, autodisolviéndose el 23 de abril de 1937. Su constitución le hizo responsable de la defensa de Madrid.

## Antecedentes
El Consejo de Ministros encabezado por Largo Caballero había creado mediante decreto de 28 de septiembre de 1936 un organismo homónimo, encabezado por el propio jefe del Gobierno e integrada por representantes de las distintas formaciones que apoyaban al Frente Popular, aunque con meras funciones consultivas. Sin embargo, de los representantes de la misma, únicamente dos -Francisco Caminero Rodríguez (Partido Sindicalista) y José Carreño España (IR)- pasarían a ser parte del nuevo organismo plenipotenciario. Este Consejo de Ministros decide igualmente que el Gobierno de la República Española debe abandonar Madrid y trasladarse a Valencia.

## Nacimiento de la Junta
Tras la ruptura del cerco sobre el alcázar de Toledo las tropas del general Varela avanzaron directamente a Madrid. El 6 de noviembre de 1936 a las ocho de la tarde se convoca al general Miaja y al general Pozas para reunirse con Largo Caballero; a ambos generales se les entrega un oficio en sobre cerrado que pone en su membrete "para abrir a las seis horas del día 7". Al salir ambos generales desobedecen las instrucciones del membrete y abren el contenido de su interior. Su sorpresa fue que al abrirla el contenido había sido cambiado, quizás por las prisas por abandonar Madrid. Su contenido era:

El Gobierno ha resuelto, para poder continuar cumpliendo con su primordial cometido de defensa de la causa republicana, trasladarse fuera de Madrid, encarga a VE de la defensa de la capital a toda costa. A fin de que lo auxilien en tan trascendental cometido, (…) se constituye una Junta de Defensa de Madrid, (…) Esa Junta tendrá facultades delegadas del Gobierno para la coordinación de todos los medios necesarios para la defensa de Madrid que deberá ser llevada al límite y, en el caso de que a pesar de todos los esfuerzos haya de abandonarse la capital, (…) las fuerzas deberán replegarse a Cuenca para establecer una línea defensiva en el lugar que le indique el General Jefe del Ejército del Centro.
firmado por Largo Caballero.

Largo Caballero ordenaba al general Miaja constituir una Junta de Defensa compuesta por representantes de todos los partidos que componían el gobierno y en las mismas proporciones. Sin embargo, la plana mayor de los distintos partidos, salvo el comunista, habían huido de Madrid. Tampoco especificaban las instrucciones de Largo Caballero el modo en el que dichos representantes serían designados. Durante la noche del 6 al 7 de noviembre, representantes de distintos partidos políticos acudieron al Ministerio de la Guerra, donde se hallaba el cuartel general de Miaja. Ante ello, tomaron la decisión, que fue ratificada en la primera reunión formal de la Junta, de que «cada uno de los partidos estuviera representado por un titular y un suplente». Por esta razón, aparte de los representantes del PSOE, Izquierda y Unión Republicana, PCE y CNT, se incluyó a representantes de las Juventudes Socialistas Unificadas, la Unión General de Trabajadores (a través de la Casa del Pueblo de Madrid), el Partido Sindicalista y las Juventudes Libertarias.

## Composición
La carta recibida por el general José Miaja de parte del Gobierno establecía que la Junta contaría «con representaciones de todos los partidos políticos que forman parte del Gobierno y en la misma proporcionalidad que en éste tienen dichos partidos», sin especificar, sin embargo, el modo de designación de los mismos. Finalmente se acordó que cada uno de los partidos estuviese representado por un titular y un suplente, quedando conformada su composición como sigue:
- Presidencia: José Miaja Menant.
- Secretario: Fernando Frade (PSOE).
  - Suplente: Máximo de Dios (PSOE).
- Guerra: Antonio Mije García (PCE).
  - Suplente: Isidoro Diéguez Dueñas (PCE).
- Orden público: Santiago Carrillo Solares (JSU).
  - Suplente: José Cazorla Maure (JSU).
- Industrias de Guerra: Amor Nuño Pérez (CNT).
  - Suplente: Enrique García Pérez (CNT).
- Abastecimientos: Pablo Yagüe Estebaranz (Casa del Pueblo).
  - Suplente: Luis Nieto de la Fuente (Casa del Pueblo).
- Comunicaciones: José Carreño España (IR).
  - Suplente: Gerardo Saura Mery (IR).
- Finanzas: Enrique Jiménez González (UR).
  - Suplente: Luis Ruiz Huidobro (UR).
- Información y Enlace: Mariano García Cascales (JJ.LL.).
  - Suplente: Antonio Oñate (JJ.LL.).
- Evacuación: Francisco Caminero Rodríguez (PS).
  - Suplente: Antonio Prexés Costa (PS).

Frade y Mije fueron sustituidos el día 4 de diciembre de 1936 por De Dios y Diéguez respectivamente. Santiago Carrillo cesó en su cargo de consejero de Orden Público el día 24 de diciembre de ese mismo año, siendo sustituido al día siguiente por su suplente, José Cazorla. Carrillo pasaría a Prensa y Propaganda, porque el 19 de abril de 1937 dimitió de su cargo.